# Arbach

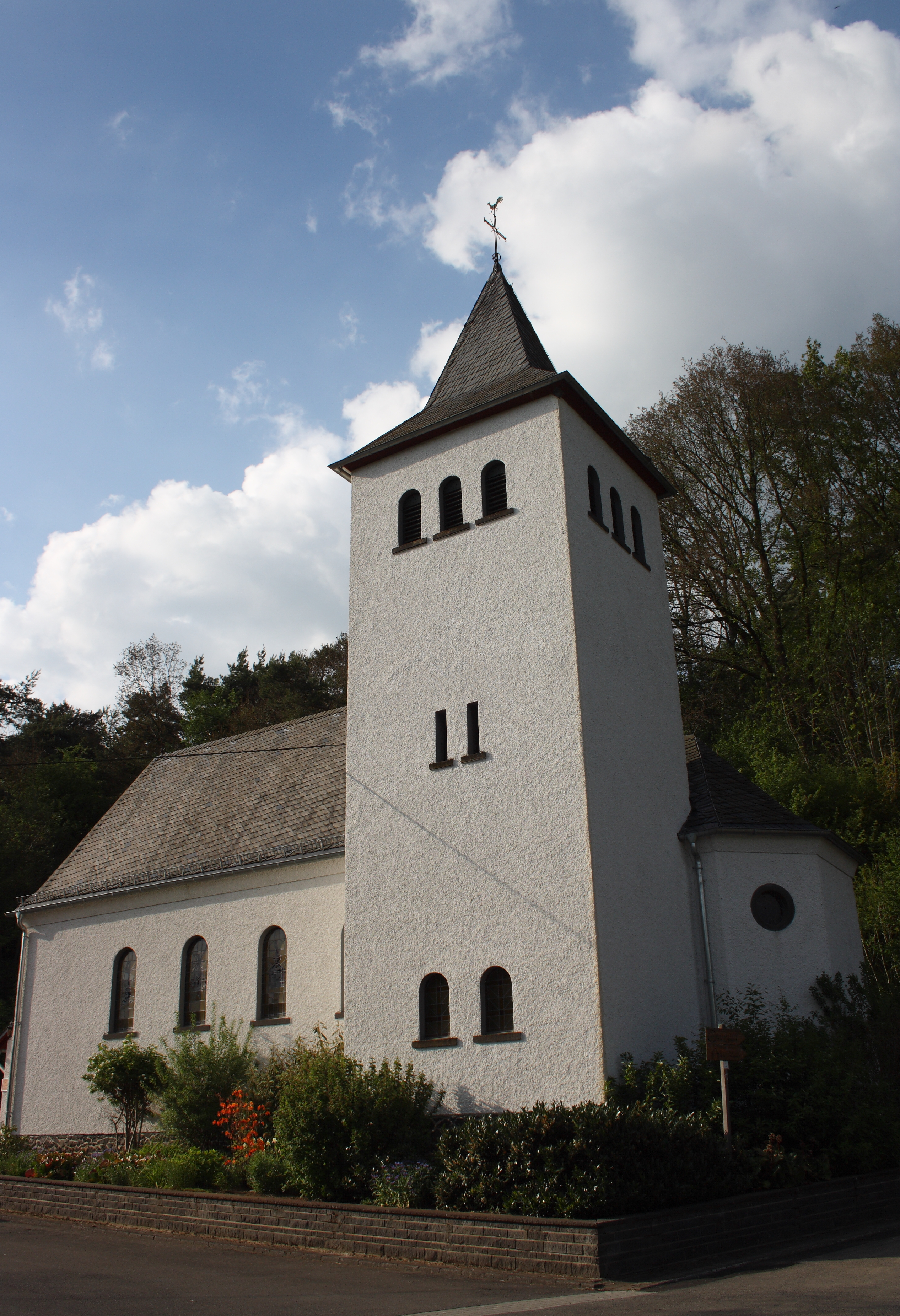
Katholische Kirche St. Apollinaris in Arbach

Arbach ist eine Ortsgemeinde im Landkreis Vulkaneifel in Rheinland-Pfalz. Sie gehört der Verbandsgemeinde Kelberg an.

## Geographische Lage
Die Gemeinde liegt im Nordosten des Naturparks Vulkaneifel sowie im Landschaftsschutzgebiet „Kelberg“. Zu Arbach gehört auch der Wohnplatz Auf der Höh.

## Geschichte
Die erste Erwähnung des Ortes als Arrebarre, Arrebach findet sich in einer Urkunde vom 15. Juli 1336 des Grafen Robert III. von Virneburg.
Arbach gehörte bis zum Ende des 18. Jahrhunderts zur Grafschaft Virneburg. Nach der Besetzung des Linken Rheinufers durch französische Revolutionstruppen (1794) war der Ort von 1798 bis 1814 Teil des französischen Staates und war dem Kanton Virneburg im Rhein-Mosel-Departement zugeordnet. Im Jahr 1815 wurde die Region auf dem Wiener Kongress dem Königreich Preußen zugesprochen. Von 1816 an gehörte Arbach zur Bürgermeisterei Virneburg im Kreis Adenau (Regierungsbezirk Coblenz) und von 1822 an zur damals neu gebildeten Rheinprovinz.
Im Jahr 1932 wurde der Landkreis Adenau aufgelöst, Arbach kam zum Landkreis Mayen.
Im Rahmen der rheinland-pfälzischen Funktional- und Gebietsreform wurde Arbach zusammen mit 27 weiteren Gemeinden am 7. November 1970 vom gleichzeitig aufgelösten Landkreis Mayen in den Landkreis Daun (seit 2007 Landkreis Vulkaneifel) umgegliedert.
Bevölkerungsentwicklung
Die Entwicklung der Einwohnerzahl von Arbach, die Werte von 1871 bis 1987 beruhen auf Volkszählungen:
| Jahr | Einwohner |
| 1815 | 104       |
| 1835 | 182       |
| 1871 | 149       |
| 1905 | 156       |
| 1939 | 184       |
| 1950 | 202       |

| Jahr | Einwohner |
| 1961 | 173       |
| 1970 | 202       |
| 1987 | 159       |
| 1997 | 146       |
| 2005 | 154       |
| 2023 | 134       |

## Politik

### Gemeinderat
Der Gemeinderat in Arbach besteht aus sechs Ratsmitgliedern, die bei der Kommunalwahl am 9. Juni 2024 in einer Mehrheitswahl gewählt wurden, und dem ehrenamtlichen Ortsbürgermeister als Vorsitzendem.

### Bürgermeister
Achim Beglau wurde am 1. Juli 2024 Ortsbürgermeister von Arbach. Da für die Direktwahl am 9. Juni 2024 kein Wahlvorschlag eingereicht wurde, erfolgte die Neuwahl gemäß rheinland-pfälzischer Gemeindeordnung durch den Rat, der sich auf seiner konstituierenden Sitzung für Achim Beglau entschied.
Beglaus langjähriger Vorgänger Uwe Schöne hatte zur Wahl 2024 nicht erneut als Ortsbürgermeister kandidiert.

### Wappen
| Wappen von Arbach | Blasonierung: „In Gold, durch einen schrägrechten blauen Wellenbalken geteilt, vorn drei schwarze Getreidehalme, hinten ein rotes durchgehendes Kreuz.“ |
| Wappen von Arbach | |

## Kaiserlinde
Wie in mehreren Gemeinden dieser Gegend, die lange unter der napoleonischen Herrschaft standen, feierte man auch hier 1913 die Hundertjährige Befreiung vom „Joch des Franzosen“ und pflanzte eine sogenannte Kaiserlinde zu Ehren Kaiser Wilhelm II. und stellte einen Gedenkstein auf. Er ist noch in der Schulstraße an der alten Schule zu sehen.

## Persönlichkeiten
Bischof Frederick Eis, (* 20. Januar 1843 in Arbach; † 5. Mai 1926 in Marquette, Michigan, USA), Priesterweihe am 30. Oktober 1870 im Titularbistum Sault Sainte Marie in Michigan, Michigan, USA, Bischofsweihe 24. August 1899 in der St. Peter Cathedral (Marquette, Michigan), beigesetzt in der Krypta der Kathedrale in Marquette.